# Marjolijn (lied)
Marjolijn is een Nederlandstalig lied van de Belgische boyband Get Ready! uit 1997. Het nummer werd geschreven door Kries Roose. Marjolijn werd een grote zomerhit in Vlaanderen en een van de best verkochte singles van de groep.
Het tweede nummer op de single was een Ragga Dub-versie. Marjolijn verscheen tevens op Go For It!, het tweede album van Get Ready! dat later in 1997 werd uitgebracht.

## Meewerkende artiesten
Producer
- - DLM

Muzikanten
- - Glenn Degendt (zang)
  - Jean-Marie Desreux (zang)
  - Jimmy Samijn (zang)
  - Koen Bruggemans (zang)

## Hitnotering
Met Marjolijn scoorde Get Ready! hun zesde top 10-hit op rij in de Vlaamse Ultratop 50. De single stond in totaal 16 weken in die lijst genoteerd, met de zevende plaats als hoogste positie. Daarnaast bezette Marjolijn wekenlang de tweede plaats in de Vlaamse Top 10, waar het nummer van de eerste plaats werd gehouden door Als de dag van toen van Mama's Jasje.

### VlaamseUltratop 50
| Hitnotering: 21-06-1997 t/m 27-09-1997 | Hitnotering: 21-06-1997 t/m 27-09-1997 | Hitnotering: 21-06-1997 t/m 27-09-1997 | Hitnotering: 21-06-1997 t/m 27-09-1997 | Hitnotering: 21-06-1997 t/m 27-09-1997 | Hitnotering: 21-06-1997 t/m 27-09-1997 | Hitnotering: 21-06-1997 t/m 27-09-1997 | Hitnotering: 21-06-1997 t/m 27-09-1997 | Hitnotering: 21-06-1997 t/m 27-09-1997 | Hitnotering: 21-06-1997 t/m 27-09-1997 | Hitnotering: 21-06-1997 t/m 27-09-1997 | Hitnotering: 21-06-1997 t/m 27-09-1997 | Hitnotering: 21-06-1997 t/m 27-09-1997 | Hitnotering: 21-06-1997 t/m 27-09-1997 | Hitnotering: 21-06-1997 t/m 27-09-1997 | Hitnotering: 21-06-1997 t/m 27-09-1997 | Hitnotering: 21-06-1997 t/m 27-09-1997 | Hitnotering: 21-06-1997 t/m 27-09-1997 |
| Week:                                  | 1                                      | 2                                      | 3                                      | 4                                      | 5                                      | 6                                      | 7                                      | 8                                      | 9                                      | 10                                     | 11                                     | 12                                     | 13                                     | 14                                     | 15                                     | 16                                     |                                        |
| -------------------------------------- | -------------------------------------- | -------------------------------------- | -------------------------------------- | -------------------------------------- | -------------------------------------- | -------------------------------------- | -------------------------------------- | -------------------------------------- | -------------------------------------- | -------------------------------------- | -------------------------------------- | -------------------------------------- | -------------------------------------- | -------------------------------------- | -------------------------------------- | -------------------------------------- | -------------------------------------- |
| Positie:                               | 14                                     | 7                                      | 7                                      | 8                                      | 7                                      | 8                                      | 10                                     | 11                                     | 10                                     | 11                                     | 14                                     | 17                                     | 23                                     | 25                                     | 30                                     | 44                                     | uit                                    |